# Leonila Vázquez García

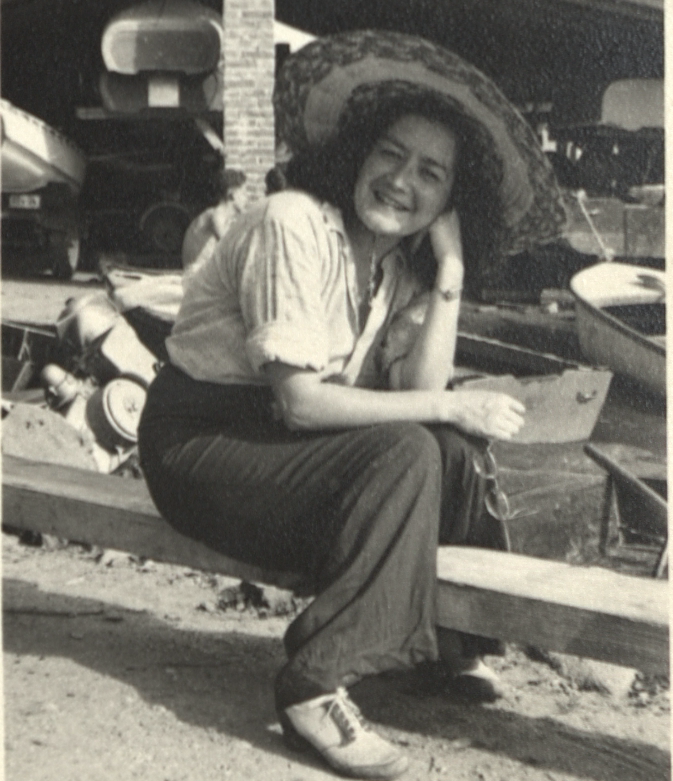
La Dra. Leonila Vázquez en sitio de trabajo de campo, México.

Leonila Vázquez García (Ciudad Jiménez, Chihuahua, 17 de enero de 1914 - Ciudad de México, 30 de enero de 1995), conocida como Leonila Vázquez, fue una bióloga mexicana especialista en insectos. Dedicó gran parte de sus estudios a entender la biología de la grana cochinilla (Dactylopius coccus), una especie mexicana utilizada para obtener colorante rojo. A partir de 1943 impartió clases en la Facultad de Ciencias de la UNAM y fue investigadora del Instituto de Biología también de la UNAM.

## Estudios
Siendo niña se trasladó con su familia a la Ciudad de México. Ahí estudió la primaria y secundaria en escuelas públicas. El bachillerato lo realizó en la Escuela Nacional Preparatoria y la licenciatura en la Facultad de Filosofía y Letras. El 3 de octubre de 1936 obtuvo el título de Maestra en Ciencias Biológicas con la tesis: Insectos nocivos a los "tepozanes" (Budleia) del centro de México. En 1945 obtuvo el grado de Doctora en Ciencias Biológicas de la Facultad de Ciencias, UNAM. Su tesis de doctorado se tituló: Estudio monográfico de las Psychidae (Lepidoptera) en México.

## Desarrollo en biología
A lo largo de su carrera profesional, la Dra. Vázquez dedicó su vida a la academia. Impartió clases en la Facultad de Ciencias y fue investigadora del Instituto de Biología, ambas de la UNAM. Como investigadora estudió diversos aspectos de la biología de las mariposas (Lepidoptera), incluyendo la descripción de varias especies nuevas para la ciencia. Dentro de su investigación con mariposas estudió a los grupos Papilionidae, Pieridae, Nymphalidae, Satumiidae, Sphingidae y Psychidae, entre otras. En total tiene alrededor de 50 publicaciones científicas.
Colaboró con el Instituto Indigenista para la elaboración del Estudio del cultivo de la "cochinilla de la grana" (Dactylopius coccus Costa) y del "aje" (Llaveia axin). Ambas especies son utilizadas desde tiempos prehispánicos para elaborar artesanías. La grana cochinilla se usa para teñir de rojo fibras textiles y el aje se usa para la elaboración de lacas.

## Honores
En 1971 recibió la medalla al Mérito Entomológico otorgada por la Sociedad Mexicana de Entomología.
Un poco más de 30 especies de plantas y animales fueron descritas en honor a Leonila Vázquez. Algunas de ellas son Fouquieria leonila, una planta endémica de Guerrero, México, diversas especies de lepidópteros, ácaros, crustáceos y nemátodos, entre otros.